# Frangovo
Frangovo (en macédonien Франгово, en albanais Frëngova) est un village du sud-ouest de la Macédoine du Nord, situé dans la municipalité de Struga. Le village comptait 1 739 habitants en 2002. Il est majoritairement albanais.

## Démographie
Lors du recensement de 2002, le village comptait :
- Albanais : 1 734 ;
- Autres : 5.